# T. Trilby
T. Trilby, pseudonyme de Thérèse de Marnyhac (1875 - 1962) est une femme de lettres française. Elle a aussi utilisé les pseudonymes Mme Louis Delhaye (nom d'alliance) et Marraine Odette.
Elle a écrit des romans pour la jeunesse principalement, entre 1935 à 1961, illustrés par Manon Iessel, ainsi que des romans pour jeunes femmes.

## Biographie
Née d'un père marchand à Paris, elle a été éduquée de façon stricte. Pendant la Grande Guerre, elle est infirmière de la Croix-Rouge (et recevra la Légion d'Honneur). La guerre terminée, elle poursuivra son activité à la Croix-Rouge et s'occupera de jeunes filles en difficulté.
En 1899, elle épouse Louis Delhaye, un industriel, dont elle a un fils.
D'une nature optimiste et enthousiaste, elle souhaite, par ses écrits, transmettre aux enfants et aux jeunes gens, les valeurs morales qui lui ont été enseignées : admiration de l'armée, esprit colonialiste, proximité avec les Croix-de-Feu, hostilité au Front Populaire (dans Bouboule chez les Croix-de-feu (1936) et dans Bouboule et le Front populaire (1937)).
Deux de ses romans ont été couronnés par l'Académie française : Le Retour (prix Montyon en 1920) et En avant (prix Sobrier-Arnould en 1949).
Depuis 1993, les Éditions du Triomphe ont réédité 35 de ses œuvres.
Elle est considérée par Paul Renard comme une « romancière d'extrême droite »,.

## Œuvre
(liste exhaustive établie selon la Bibliothèque nationale de France. La date est celle de la première parution)
- 1903 : Vicieuse
- 1904 : Flirteuse
- 1904 : Petites oies blanches
- 1905 : Sans Dieu
- 1906 : L'Assistée
- 1910 : Odette de Lymaille, femme de lettres
- 1910 : La Petiote
- 1910 : Printemps perdu
- 1912 : La Transfuge
- 1917 : Arlette, jeune fille moderne
- 1919 : Ninette infirmière
- 1919 : Le Retour (Prix Montyon)
- 1921 : Rêve d'amour
- 1922 : L'Impossible Rédemption
- 1922 : L'Inutile sacrifice - Collection Stella no 61
- 1922 : Le Mauvais Amour
- 1924 : Zab et Zabeth
- 1925 : Le Droit d'aimer
- 1925 : Jacqueline, ou la Bonne action
- 1925 : L'Incomprise
- 1926 : La Roue du moulin - Collection Stella no 144 (1926)
- 1926 : Monique, poupée française (adapté au cinéma en 1928 sous le titre La Faute de Monique)
- 1927 : Aimer, c'est pardonner
- 1927 : La Jolie Bêtise
- 1927 : Bouboule, ou Une cure à Vichy
- 1928 : Amoureuse espérance
- 1928 : Marie-Pierre au volant, ou la Grande aventure
- 1928 : Une toute petite aventure
- 1929 : Marise, fille de la liberté
- 1929 : La Petite Parfumeuse
- 1929 : Princesse de Riviera
- 1930 : La Vie sentimentale de Mme Noiraude
- 1931 : Bouboule, dame de la IIIe République
- 1931 : Jacqueline, ou la Bonne action
- 1931 : Deux cœurs
- 1931 : Pantins et marionnettes
- 1932 : Deux pigeons s'aimaient d'amour tendre
- 1933 : Tour par amour
- 1933 : Bouboule en Italie
- 1933 : Bouboule à Genève
- 1934 : Furette, ou la Rançon
- 1935 : Bouboule dans la tourmente
- 1935 : Fred, ou la Lune de miel
- 1935 : Lulu le petit roi des forains
- 1936 : Moineau, la petite libraire
- 1936 : Bouboule chez les Croix de feu
- 1936 : Fred, ou l'Amour et ses merveilles
- 1936 : Dadou gosse de Paris
- 1937 : Poupoune au pays des navets
- 1937 : Le Petit Roi malgré lui
- 1937 : Bouboule et le Front populaire
- 1938 : Des fleurs et un cœur
- 1938 : Une sainte, des démons et Kiki
- 1938 : Titi la Carotte et sa princesse
- 1939 : D'un palais rose à une mansarde
- 1939 : L'Exil sans retour
- 1940 : Coco de France
- 1941 : La Peur du rêve
- 1941 : Le Grand Monsieur Poucet
- 1942 : Le passé est ton maître
- 1943 : Madame Carabosse
- 1943 : Toujours plus haut
- 1944 : La Petite Maréchale
- 1945 : Totor et Cie
- 1945 : À tout péché miséricorde
- 1946 : La Grande Découverte
- 1946 : Florette ou la Rivière des parfums
- 1946 : Le Messager victorieux
- 1947 : Louna la petite Chérifa
- 1947 : Les Trois Lumières
- 1948 : Fleuris où tu es semée
- 1948 : En avant ! (Prix de l'Académie française)
- 1948 : Lulu, le petit roi des forains (Prix de l'Académie française)
- 1949 : Petites filles modernes
- 1949 : La Princesse Mimosa
- 1949 : Délivrez-nous du mal
- 1949 : Mälasika, petit prince hindou
- 1950 : Au clair de la lune
- 1950 : Fantaisie en sol mineur
- 1951 : L'Invitation au bonheur
- 1951 : Le Petit Monsieur Vincent
- 1952 : Vacances et Liberté
- 1952 : Les Ravisseurs
- 1953 : L'Amour et ses précieuses victimes
- 1953 : Le Capitaine Gribouillard
- 1954 : Boule d'or et sa dauphine
- 1954 : Mais… l'amour vint
- 1954 : Il y a toujours un lendemain
- 1954 : Princesse de rêve et d'infortune
- 1955 : Cordon s'il vous plaît
- 1955 : La Messe pour les jeunes[7]
- 1955 : Cœurs en grève
- 1956 : Kounto et ses amis''
- 1956 : Donnez-moi la puissance d'aimer
- 1956 : La Grande Patronne
- 1956 : Paris-Londres
- 1957 : Il était un petit chat, conte moderne
- 1957 : La Maison sans âme
- 1957 : Savoir aimer
- 1957 : Riki demoiselle de la légion d'honneur
- 1958 : Les Associés du petit Noël
- 1958 : Pique-la-Lune
- 1958 : Risque-Tout, Président du Conseil
- 1959 : La Princesse héritière
- 1959 : Marion la Vedette
- 1960 : Leurs excellences Zoupi et Zoupinette
- 1960 : Une vie, un rêve
- 1961 : Casse-Cou ou la miraculeuse aventure

## Prix et récompenses
- Chevalier de la Légion d'honneur
- Prix Montyon en 1920 pour Le Retour.
- Prix de l'Académie française en 1949 pour : En avant et Le Petit Roi des forains ((Prix Sobrier-Arnould)[3]

## Sources
- Karine-Marie Voyer, Trilby, un auteur à succès pour la jeunesse, Éditions du Triomphe, 1997, broché, 93 p.,  (ISBN 9782843780097).
- Grand annuaire des littérateurs, des compositeurs de musique et des artistes peintres et sculpteurs, Paris, J. Denolly, 1922.
- Nic Diament, Dictionnaire des écrivains français pour la jeunesse : 1914-1991, Paris, L'École des loisirs, 1993, 783 p. (ISBN 2-211-07125-2 et 978-2-211-07125-3).
- Bibliothèque nationale de France (voir "Accès au catalogue général de la BnF")
- Biographie de T. Trilby